# 和平精英
《和平精英》是騰訊旗下光子工作室群研发的手机版本軍事競賽體驗手遊（官方称作“军事体验手游”），使用虚幻4游戏引擎打造，于2019年5月8日在中国大陆发布。此遊戲改编自蓝洞公司的《绝地求生》，其前身为光子工作室旗下于2018年2月9日发布的另一款游戏《绝地求生：刺激战场》。制作本游戏时，腾讯邀请了中國人民解放軍协助指导，对“守卫国家领空的勇士致敬”。2025年1月29日，《和平精英》官方宣布2025年除夕（1月28日）当天游戏日活跃用户数超8000万。

## 历史
2017年3月23日，《絕地求生》于Steam上发布抢先体验版本。数月内，如《小米枪战》、《终结者2：审判日》和《荒野行动》一类的“吃鸡”类手游于中国大陆市场内不断涌现。
2017年11月22日，腾讯与蓝洞达成合作，获得《絕地求生》在中国大陆的独家代理权，确定其中文译名为《绝地求生》。在数日后的腾讯游戏嘉年华上，官方发布了两款改编自《绝地求生》的手机游戏——由天美工作室群开发的《绝地求生：全军出击》及由光子工作室群开发的《絕地求生：刺激战场》。
2018年3月，第十三届全国人民代表大会第一次会议召开，通过了《关于国务院机构改革方案的决定》。此举将与文化部、中华人民共和国国家新闻出版广电总局的游戏审批职能转移到中华人民共和国文化和旅游部、国家广播电视总局。29日，新闻出版广电总局发布《游戏申报审批重要事项通知》，称因机构改革而暂停游戏版号审批，此状态一直持续到当年12月。
2020年9月，国家计算机病毒应急处理中心在“净网2020”专项行动中通过互联网监测发现，此游戏违反《中华人民共和国网络安全法》相关规定。存在未向用户明示申请的全部隐私权限，未提供有效的更正、删除个人信息及注销用户账号功能，或注销用户账号设置不合理条件，涉嫌隐私不合规。
本作继承了《绝地求生：刺激战场》的位置，它原本与腾讯推出的另一款手游《绝地求生：全军出击》同样改编自蓝洞推出的大逃杀游戏《绝地求生》，这两款游戏因为中国大陆广电总局认为过于暴力血腥而一直无法取得版号，因此游戏一直完全免费，也没有充值系统。2019年4月26日12时开放下载测试服，测试服名《孤岛行动》。《绝地求生：刺激战场》于2019年5月7日停止测试并下线，腾讯在同时發布《孤岛行动》的正式版本《和平精英》，并将《絕地求生：刺激战场》玩家的账号信息全部迁入《和平精英》，但有部分游戏物品如「小黄衣(黃色運動外套)」等服饰被移除。《和平精英》開啟遊戲伺服器後隨即开始新赛季SS1赛季，并且开放充值系统。

## 未成年人游玩限制
《和平精英》为腾讯“16+”健康系统试运行游戏，未成年用户每日22时至次日8时禁玩，法定节假日每日限玩3小时，其他时间每日限玩1.5小时。
不過，《和平精英》从2020年起未經任何告知地把腾讯“16+”健康系统试运行系统关闭了，目前满12岁用户可以进入游戏，不过只可以在周五至日和法定假期玩，而且還有晚上八点到九点的1个小时的遊玩时间限制。请求来源
2021年8月30日，中华人民共和国信息出版属发表声明进一步禁止未成年人玩游戏，强制要求未成年用户仅在周五、周六、周日和法定节假日每日20时至21时可以登陆游戏，无论是否在对局中21点都将强制下线，同时，游客模式也无法登陆游戏。 和平精英随后配合国家审核，修改为未成年用户一周仅可以在周五、周六，和周日与法定节假日晚上20点到21点登录和平精英，且一周最多只可以游玩3小时，超过时间无论是否在对局中都会强制下线。

## 遊戲機制

### 信號接收區
信號接收區是讓玩家們聚集戰鬥的機制，每隔幾分鐘（圈越小频率越快）將會調整信號接收區一次，若玩家們處在信號接收區以外，將會扣除信號值，信号值越少受到的伤害越高，归零后会倒地或直接出局，可使用能量饮料等药品恢复信号值。

### 模擬轟炸區
在遊戲開始後，每隔一段時間，地圖上會輪流顯示紅色區域，在紅色區域內將會隨機轟炸，被轟炸的玩家將會被擊倒或击杀。模擬轟炸區域可找尋有屋頂的建築躲避。黄金岛地图更换为独特的黑圈轰炸，黑圈轰炸更换为随机轰炸房屋。轟炸同時也會將房屋摧毀，並擊殺屋內的玩家。

### 健康值&能量值
初始健康值為100點，若玩家遭受敵人傷害，或受到墜落傷害等，將會扣除健康值。健康值可通過恢復道具進行恢復(如:全能医疗箱、急救包、繃帶等 )，急救包与繃帶恢復道具只可將健康值恢復至75點，若要恢復到100點生命值則需要使用能量道具（如：止痛藥，能量飲料）補充能量或使用全能医疗箱。能量值會隨時間推進轉化為健康值。能量值若達到60%以上可增加玩家移動速度。

### 信號值
當玩家处于信號接收區以外，將會扣除信號值。信號值越低，承受傷害越高（這意味著更容易被敌人击倒），若信號值歸0，則玩家將會被擊倒或淘汰。在早期版本中，信號值必須通过信號電池或全能醫療箱來恢復信號值，當前版本則取消信号电池，使用能量恢復道具（能量饮料、止痛药和肾上腺素）或全能醫療箱来恢復信號值。
- 能量飲料：恢復40點信號值

- 止痛藥：恢復60點信號值

- 腎上腺素和全能醫療箱：恢復完整信號值

### 獲勝條件
- 勝利: 玩家或隊伍獲得前五名，即會獲得勝利(當場上剩餘五個隊伍時，系統將會提示是否要退出遊戲，跳出後將是以第5名結束。)

- 冠軍: 玩家或隊伍獲得第1名。並且可藉由發射信號槍獲得奬盃。

### 空投
空投分為普通空投和超级空投，里面物资丰富，必有一套三级護具和有機率有一件吉利服，有几率产出药品、配件（黄金岛（卡拉金）地图有铁拳火箭筒），有几率产出GROZA、Mk 14、AWM、AUG、MG3、AMR、P90和它们的120发子弹（AWM为20发子弹）丶（AMR為10發子弹）、（P90為250發子弹）。普通空投会定时从飞机上扔下，超级空投只能用信号枪召唤（必須在信號接收區中召喚，否則召喚的物品為裝甲車）。

### 賽季與段位
- 賽季：每年有六個賽季（稱為一賽年），每賽季結束後會重置段位（並非清零，由上一賽季最終段位決定）
- 段位：由低到高分別是：熱血青銅（1700分以下）、不屈白銀（1700-2200分）、英勇黃金（2200-2700分）、堅韌鉑金（2700-3200分）、不朽星鑽（3200-3700分）、榮耀皇冠（3700-4200分）、超級王牌（每100分為一顆星，分銅星、銀星和金星。銅星4200—4700分、銀星4700-5200分、金星5200分及以上）以及無敵戰神。達到無敵戰神條件：段位達到超級王牌，全伺服器前500名

## 地圖

### 經典模式地圖
| 地图   | 大小                      | 描述                 | FPP模式 | TPP模式 | 天氣                                                                                        | 备注 |
| ------ | ------------------------- | -------------------- | ------- | ------- | ------------------------------------------------------------------------------------------- | --- |
| 海岛   | 64平方公里（8公里×8公里） | 黑海风格海岛         | 啟用    | 啟用    | 晴天、霧天、雨天、黃昏、雷雨 【此地圖為動態天氣變化】                                       | 最多玩家喜愛遊玩的地圖，此地圖已全面升级為2.0版本。 |
| 沙漠   | 64平方公里（8公里×8公里） | 墨西哥风格的沙漠     | 啟用    | 啟用    | 晴天、霧天、雨天、沙塵暴天空場景(非沙塵暴模式，低機率配對，已下线) 【此地圖為動態天氣變化】 | 此地圖已全面升级為3.0版本。新增了新载具越野车。 |
| 雨林   | 16平方公里（4公里×4公里） | 东南亚风格的南方海岛 | 啟用    | 啟用    | 晴天、霧天、雨天、雷雨 【此地圖為動態天氣變化】                                             | 包含枪械QBZ突击步枪，QBU狙击枪。時間較緊迫丶物資豐饒。其中訓練基地(自閉城)天堂度假村(天堂島)成為了玩家的剛槍聖地。而且由於草叢較高，所以是有很多「伏地魔(喜歡趴在草叢裡/草地上隱蔽自己的玩家)」的地圖。  |
| 雪地   | 36平方公里（6公里×6公里） | 西欧风格的北方海岛   | 啟用    | 啟用    | 晴天、小雪、暴風雪 (非極寒模式)                                                             | 包含枪械MP5K冲锋槍，G36C突击步枪。 |
| 山谷   | 4平方公里（2公里×2公里）  | 北歐風格的海島       | 啟用    | 啟用    | 晴天                                                                                        | 一場比賽最多只會有52人，对局时间大約15分鐘，獨有枪械MK12狙击枪。且由於是小型地圖，所以官方提高了物資的豐饒度，縮短了搜裝備的時間。這次的地圖有專屬載具：大脚车，可在各種障礙物上開過去，不會出現信號槍。 |
| 黄金岛 | 4平方公里（2公里×2公里）  | 北非風格的沙漠       | 启用    | 启用    | 晴天                                                                                        | 一場比賽最多有64名玩家，对局时间大约10~12分钟，有獨特的黑圈轟炸機制，让竞技体验更加紧凑刺激。 |
| 度假岛 | 1平方公里（1公里×1公里）  | 未知                 | 启用    | 启用    | 晴天                                                                                        | 一場比賽最多有32名玩家，对局时间大约15分钟，在第一个圈的时候有獨特的复活機制 |

娱乐模式中的地图大部分为经典模式的海岛

## 地图模式
截至“刺激归来”版本，《和平精英》拥有以下模式：

### 和平精英

#### 经典模式
可供第三人称或第一人称遊玩，分为单人，双人和四人。此模式下将会计算排位分数。地图包括度假岛，海岛(动物丛林),山谷,沙漠,雨林,山谷,雪地,经典海岛总共八张。

#### 娱乐模式
可供第三人称游玩，分为单人，双人和四人。提供基於經典模式地圖的娛樂玩法，不计入排位分数。模式包括空降奇兵，鹰眼特训，电竞模式-海岛，极速对决，赛场行动

#### 創意工坊
只供第三人稱遊玩，包括火力对决玩法，超体对抗玩法，特种作战玩法，极限追猎玩法、暗夜危机玩法、极寒模式玩法（下架），圈中圈玩法（下架）等(部分玩法暂时下架，或限时开放)，有部分玩法计入排位分数。

#### 團隊競技
可供第三人称或第一人稱遊玩（突变团竞和躲猫猫大作战只供第三人称游玩）。支援4v4兩支隊伍的對抗(除突变团竞)，每局最多團隊競技擁有獨立的等級和成就系統。经典团竞和战术团竞，率先拿到40击杀的队伍获胜(时间到0击杀数高的队伍获胜)，在占点团竞，率先占下两个据点的队伍获胜。在军备团竞，一个人的击杀数达到18，则她/他所在的队伍获胜。突变团竞中，存活到最后两名特种兵能成为超级猎手，如果人类未被强化战士感染，生存到时间结束或最后两名超级猎手淘汰所有强化战士则人类获胜，如人类全部感染或最后两名超级猎手被淘汰则强化战士胜。躲猫猫大作战中，有搜索者和伪装者两大阵营。搜索者要找到伪装者并将其淘汰；而伪装者则必须利用物体来进行隐藏。地图会随机出现排查区，一旦排查区里有伪装者，排查区就会变成红色。当伪装者被发现时，可利用闪光弹和分身来逃跑。在狙击团竞，使用狙击枪率先拿到25击杀的队伍获胜(时间到0击杀数高的队伍获胜)，在近战团竞使用近战武器率先拿到30击杀的队伍获胜(时间到0击杀数高的队伍获胜)(已下架)

#### 绿洲世界
在绿洲世界中玩家可以在一个开阔的地图做任务，钓鱼，乘坐飞机，去特训岛等，特训岛上有许多的娱乐设施，决斗项目及练习枪法的设施，玩家们可以于闲暇时间游玩和练习枪法。

#### 谁是内鬼
位于特訓島底層。在大厅里匹配，玩法類似among us，有明牌和暗牌两种模式；有标准、间谍和查证三种模式。通常有八个特种兵和两个内鬼（在间谍模式为七个特种兵，两名内鬼，一名双面间谍），内鬼需要阻碍特种兵完成任务（淘汰特种兵）以獲勝，特种兵被淘汰后会出现盒子。特种兵可以投票选出内鬼放逐或完成所有任务获胜。双面间谍属于内鬼阵营，但双面间谍的内鬼技能在全部内鬼被淘汰后才能生效。在查证模式中，玩家发现盒子后可获得一次查证机会，而查证结果只有自己知道。

#### 房间
玩家需于商城自行购买，获得房卡。玩法更多元化，包括电竞模式、表演模式、創作模式等独特玩法。

### 绿洲启元
类似于PUBG Mobile的WOW模式，游戏内丰富的场景、建筑、武器、载具资源等，将全部作为“可视化”资源供创作者使用；创作者们还可以在创造过程中加入视频、图片、语音、特效等资源，从而排演出剧场番剧等丰富内容。绿洲启元有很多小游戏：攻桥、狂热派对、守卫生命线、狙击精英、蛋糕大作战（按热度排名）。
地铁逃生
矿区发生特大爆炸，爆炸辐射导致大量突变生物横行。幸存者们在一次次的战斗和成功撤离中，武装自己，积累财富，提升作战和生存能力地铁逃生是一种摸金模 式,类似《逃离塔科夫》,《暗区突围》等游戏,，在游戏前,你可以使用游戏内货币“地铁币”来购买装备带入游戏,在这种模式里,你的目标不再是成为最后幸存者,而是进入游戏时搜刮物资,获得更多财富,再来到指定的撤离点撤离。游戏内防具,装备都有不同的等级,防具分为1到7级,防御力在 等级越高时越高,同时还会覆盖全身,武器分为破损,修复,普通,改进,精致,卓越/铁爪/黑鹰/轩辕,(阵营武器有特殊效果)和金色卓越“附带词条“等级越高, 伤害越高,你的伤害也取决于你的子弹,有锈蚀,普通,抛光,高爆,爆燃/竞赛/剧毒伤害由此列表叠加,竞赛伤害最高,爆燃和剧毒分别有燃烧效果和中毒效果。游戏内目前共有4个阵营,铁爪帮,黑鹰集团,轩辕重工,突变者。当你在游玩时,目前有5个地图,冰河禁区,迷雾荒岛,对峙前线,烽火荣都,旧封锁区(目前已下架),每一个地图都有普通和进阶模式,普通模式很安全,但物资非常稀少,在进阶模式有一个特殊的区域,辐射区(信号干扰区)。辐射区一般通过地下电梯/矿车进入,内部有变异体和非常危险的其他玩家,但辐射区内部的箱子很容易获得高级变卖物。进入辐射区会越来越快的扣除信号值,信号值耗尽将会立刻倒地或出局。当你在游戏中出局后(被击杀,未在指定时间内撤离),你会失去所有身上携带的物资,除了保险箱内的物资。身上的护甲背包有一定概率掉落,但你可以花地铁币获得装备保护,(与奥本亲密等级高于4级 就会自动开启)概率送回一件装备。本模式拥有和其他模式不一样的特殊物品，例如弹道追踪器，各类地雷，抗辐射药，同时模式增加了全新的护甲配件机制，配件可以增加防御，增加移速，免疫干扰。在游戏内,还有2种特殊模式,卧底模式和装甲,在卧底模式中,你会进入一般还剩余23分钟30秒左右的对局,系统会自动给你分配装备(一般都很差)你依然可以正常撤离。在局外你可以通过升级卧底科技来提升装备质量。在装甲模式,你一般会加入一个还剩28分钟的对局,机甲拥有250点血量, 百分之九十点点伤害减免(与七级护甲差不多),机甲可以选择无限子弹的高爆子弹加特林,或普通榴弹的榴弹炮。副武器可以选择4连榴弹或者激光炮,伤害都非常巨大,同时机甲无视信号干扰,还可以短暂的飞行,其他玩家可以在小地图上看到机甲的精确位置（新赛季机甲位置会有延时）。启用机甲需要花费能源电池,你能击败局内boss或通过勘察获得勘察勋章来获得，物资箱有概率出现。

## 發行
腾讯於2017年12月宣布將推出兩款《绝地求生》授權遊戲。遊戲於2018年2月9日在中國推出，加拿大於3月15開放測試，日本的正式發布時間為5月16日，台灣在2019年已經可以在Google Play以及APP store正版下載。
2019年4月26日，光子工作室群開啟了孤島行動的刪檔測試。在測試前期，官方還發布了「20萬警告」，警告玩家不得公開內測信息。直至孤島行動的測試末期，才撤銷20萬警告。
2019年5月8日，《绝地求生：刺激战场》在中国大陆的测试服务器宣告“停机维护”；而5月7日，《和平精英》开启删档测试，并可以和《绝地求生：刺激戰場》的账号对接。因《和平精英》已经于2019年4月获得国家新闻出版署核准并获得版号，可以合法商业化经营，有评论指出，此举有利于腾讯对玩家进行收费。

## 与刺激战场异同
《和平精英》和《刺激战场》虽然都是一个工作室出的，但是按中国大陆地区的法定程序来说是两款互不干扰的游戏。可以把它当做一个《刺激战场》的换壳过审版来理解。
在《和平精英》中，背景故事的设定是在未来某年，世界愈发重视反恐工作，各国组织联合防务展，并且由中国空军负责中国展区的相关工作，玩家所扮演的角色便是在中国展区参与反恐体验，并邀请中国人民解放军空军招飞局协助指导。与停服下线的中国大陆版《绝地求生：刺激战场》相比，《和平精英》最早版本中对游戏机制和效果进行了一系列调整，如：
- 海岛地图玩家的出生地点改为新增的“空军基地”，开始时载运角色跳伞的飞机由C-130“大力神”改为运-20，并由两架歼-20战斗机伴飞；
- 将“安全区”改为“信号接收区”并增设“信号值”，在信号接收区之外不再扣减生命值而改为扣减“信号值”，信号值越低，受到攻击时扣减的生命值就越高，信号值减为0时将被淘汰。
- 角色击中后不再有绿色血雾，取而代之的是几种特殊光效；
- 被淘汰后死亡动作不再是直接倒地，而是修改为单膝下跪拿出盒子同时挥手离开；而盒子上也不会冒出绿色烟雾，而是在盒子上方出现“淘汰”字样；
- 进入前五名即视为“胜利”，会弹出一个选项框让你选择是否离开对局或继续角逐冠军；退出或者是前五名在结算页都会有手拉手跳舞的场景。[18]

上述游戏机制的修改引起了部分玩家的不满，而《和平精英》在发布后一段时间内进行了多次小型更新，还原并优化了部分设定，如： 
- 出生地点由开服时新设的“空军基地”还原为玩家最熟悉的“出生岛”，跳伞飞机还原为C-130；
- 简化了角色淘汰后的效果，仅保留拿出盒子的动作，盒子上还原为冒出绿色烟雾；
- 结算页面上前五名跳舞庆祝胜利的场景先被取消；
- 语音提示的音色还原为与《绝地求生：刺激战场》一致；
- 增设了两种与《绝地求生：刺激战场》原作类似的击中光效；
- 保留了信号值的设定，但信号电池不再掉落，改为使用原有医疗道具能量饮料、止痛药、肾上腺素、全能医疗箱回复信号值。[19][20]

## 游戏赛事及综艺

### 赛事
2019年5月23日，騰訊宣佈將舉辦和平精英職業賽事。同年10月31日至12月15日，和平精英職業聯賽（PEL）在西安舉辦，4AM獲得總冠軍。12月28日和29日，首届和平精英国际冠军杯（PEC）也在西安舉辦，XQF獲得總冠軍。

### 综艺
和平精英曾举办多次综艺活动，例如天使降临，落地成双等。

## 争议

### 游戏改动争议
由于《绝地求生：刺激战场》中内含血腥暴力成分，可能令其无法通过中华人民共和国的审查制度拿到版号，进而无法通过游戏内道具、饰品盈利。《和平精英》对《絕地求生：刺激战场》中可能涉及血腥暴力的内容进行了屏蔽及替换，进而取得了游戏版号并开放了需玩家充值购买的内容。 这些游戏内容的更改引发了部分玩家的不满，導致部分玩家選擇退遊。

### 售卖衣服争议
极少玩家認為，游戏内售卖的衣服过多，例如玩家角色穿着非战斗服装進入遊戲内，还有玩家穿着特定顏色的衣服（如雪山精英套装）隐藏在草地上很难被发现，因此被指影响游戏平衡 。

### 玛莎拉蒂轿车造型争议
2020年1月24日，和平精英联合玛莎拉蒂推出粉色、蓝色及金色三种玛莎拉蒂Ghibli轿车造型，大部分玩家需要花费三千元左右才能取得造型。这被视为玛莎拉蒂的一个成功营销案例。

### 抽奖活动造假争议
2020年8月，和平精英官方微博账户（以下简称官博）的帖子下方出现大量网友催更甜蜜誓约皮肤套装(现已上线)和官博抽奖疑似造假的回复，8月27日官博宣布已经注意到的抽奖活动疑似造假的问题并表示和平精英项目组展开了调查，8月31日晚官博发布“关于和平精英抽奖事件的公告”

## 备注
1. ↑  访问《絕地求生：刺激戰場》时显示“刺激测试已于5月8日正式结束”，并提供了指向《和平精英》的链接。
2. ↑  玩家在《绝地求生》游戏中取得胜利后，界面将显示“大吉大利，今晚吃鸡”（Winner winner, chicken dinner）的字样，故中国大陆玩家将与《绝地求生》玩法相似的游戏称为“吃鸡”类游戏